# Pierre-Bénite
Pierre-Bénite era una comuna francesa que estaba situada en la Metrópoli de Lyon, de la región de Auvernia-Ródano-Alpes, que el 1 de enero de 2024 pasó a formar parte de la comuna nueva de Oullins-Pierre-Bénite como comuna delegada.

## Historia
Fue creada en 1869 por segregación de terrenos pertenecientes a la comuna de Oullins.

## Demografía
| Gráfica de evolución demográfica de Pierre-Bénite entre 1872 y 2021 |
|                                                                     |

Los datos demográficos contemplados en este gráfico de la comuna de Pierre-Bénite se han cogido de 1872 a 1999 de la página francesa EHESS/Cassini, y los demás datos de la página del INSEE.